# Safet Sušić
Safet Sušić (Zavidovići, 13 de abril de 1955) é um ex-futebolista e atualmente técnico de futebol bósnio. É considerado o maior nome do futebol de seu país e o segundo maior ídolo da história do Paris Saint-Germain apenas atrás do jogador brasileiro Raí em pesquisa realizada em 2020. É o quinto jogador que mais atuou com a camisa do PSG com 344 partidas, empatado com o francês Paul Le Guen.
É tio do meia-atacante Tino-Sven Sušić, cuja convocação foi criticada pela imprensa, acreditando em um favorecimento a ele, por ser seu sobrinho.

## Carreira de jogador
Começou nos juvenis do Krivaja, clube de sua cidade, iniciando a carreira profissional em 1974, no Sarajevo, da capital homônima da Bósnia e Herzegovina (então parte da Iugoslávia), por onde jogaria até 1982, marcando 400 gols em 600 jogos. Na edição do campeonato iugoslavo de 1979/80, foi artilheiro da competição com 21 gols. Ainda em 1979, seria eleito o melhor jogador da Iugoslávia e o melhor atleta bósnio. Neste mesmo ano, chegou a marcar três gols na vitória por 4-2 sobre a Argentina, então campeã mundial.
Estreou pela antiga Iugoslávia em 1977, mas a equipe falhou em obter a classificação para a Copa do Mundo da Argentina, no ano seguinte. Mas Sušić continuou na equipe a tempo de disputar a Copa de 1982 e a Eurocopa de 1984 (em que o país caiu em ambos na primeira fase), e, já veterano, o mundial de 1990. Neste, a equipe, reforçada por promessas que conquistaram pelo país o título do Campeonato Mundial de Futebol Sub-20, três anos antes, chegou às quartas-de-final, sendo eliminada nos pênaltis pela Argentina. Sušić marcou um gol, na primeira fase, contra os Emirados Árabes. Despediu-se de seleções após a Copa, não chegando a jogar pela Bósnia, quando o país ficou independente.
Àquela altura, era jogador do Paris Saint-Germain, clube que se transferira após a Copa de 82. Lá conquistou o campeonato francês de 1985/86 e foi eleito o melhor jogador estrangeiro da temporada 82/83. O título de 1986 foi o único expressivo do PSG antes de receber investimentos multimilionários. Sušić acabaria eleito em 2012 o maior ídolo do clube parisiense. Em 1991, foi para o Red Star de Saint-Ouen, disputando sua última temporada como jogador, aos 37 anos.

## Carreira de técnico
Iniciou a carreira de técnico em 1994, no Cannes. Comandou também İstanbulspor, Al-Hilal, Konyaspor, Ankaragücü, Çaykur Rizespor e Ankaraspor. Foi eleito, nos Prêmios do Jubileu da UEFA, o melhor jogador bósnio dos 50 anos da entidade.
Em dezembro de 2009, foi confirmado como novo treinador da Seleção da Bósnia. Sob seu comando, a equipe enfim conseguiu classificar-se pela primeira vez a uma Copa do Mundo FIFA, a de 2014, no Brasil, em uma celebração considerada como ocasião de integração em um país ainda marcado pelas diferenças entre as etnias internas.
Após um mau início nas eliminatórias para a Eurocopa de 2016, Susić foi afastado do cargo em novembro de 2014, dando lugar a Mehmed Baždarević, com quem atuara na Eurocopa de 1984. Seu último trabalho foi no Évian Thonon Gaillard, da segunda divisão francesa, onde trabalhou entre julho de 2015 e janeiro de 2016, quando perdeu o emprego em decorrência dos maus resultados da equipe. Para seu lugar, foi contratado Romain Revelli.

## Títulos
Paris Saint-Germain
- Campeonato Francês: 1985–86
- Copa da França: 1982–83

## Títulos Como Treinador
Akhisarspor
- Supercopa da Turquia: 2018